# Genremalerei

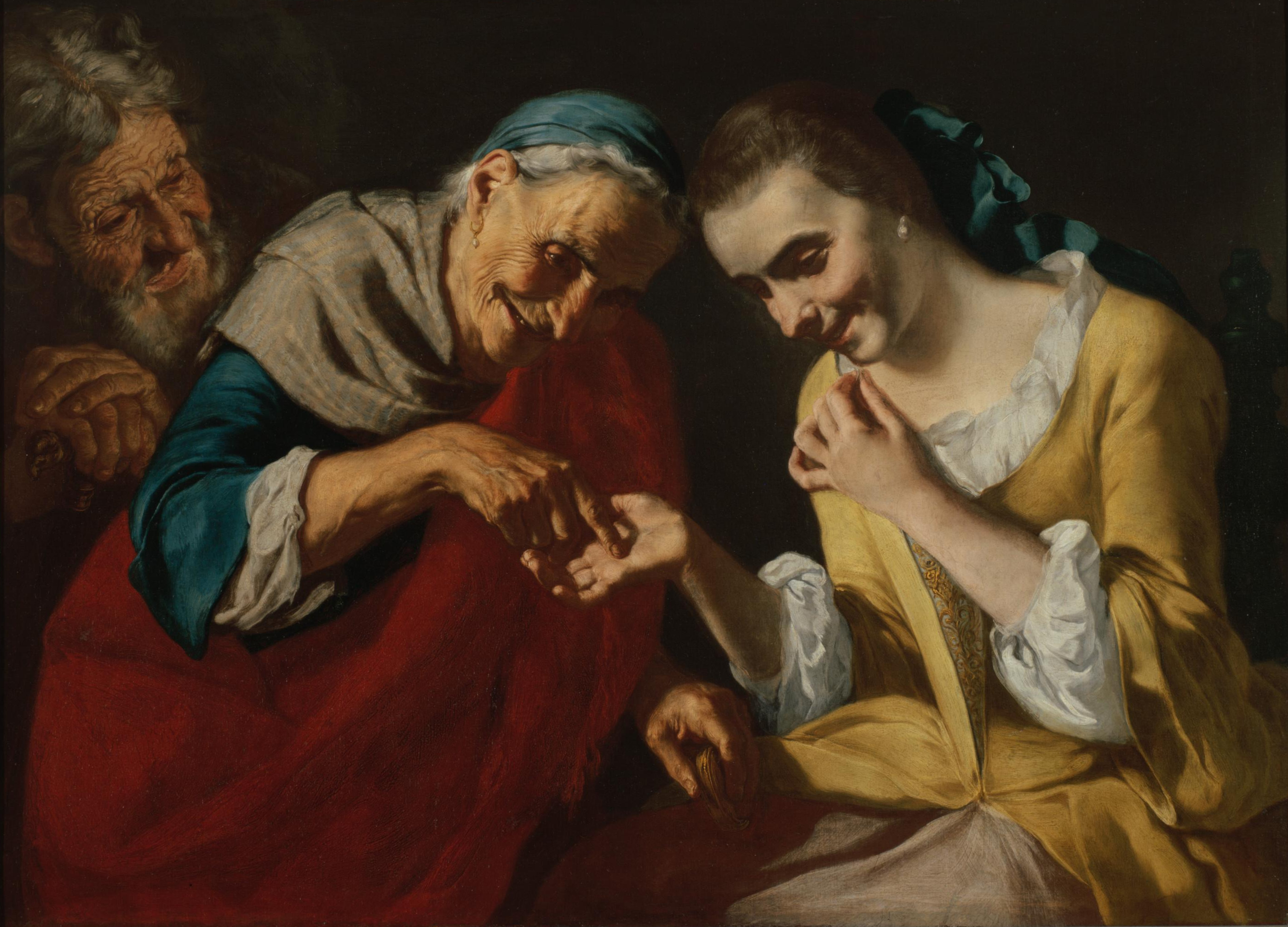
Gaspare Traversi: Die Wahrsagerin, um 1750

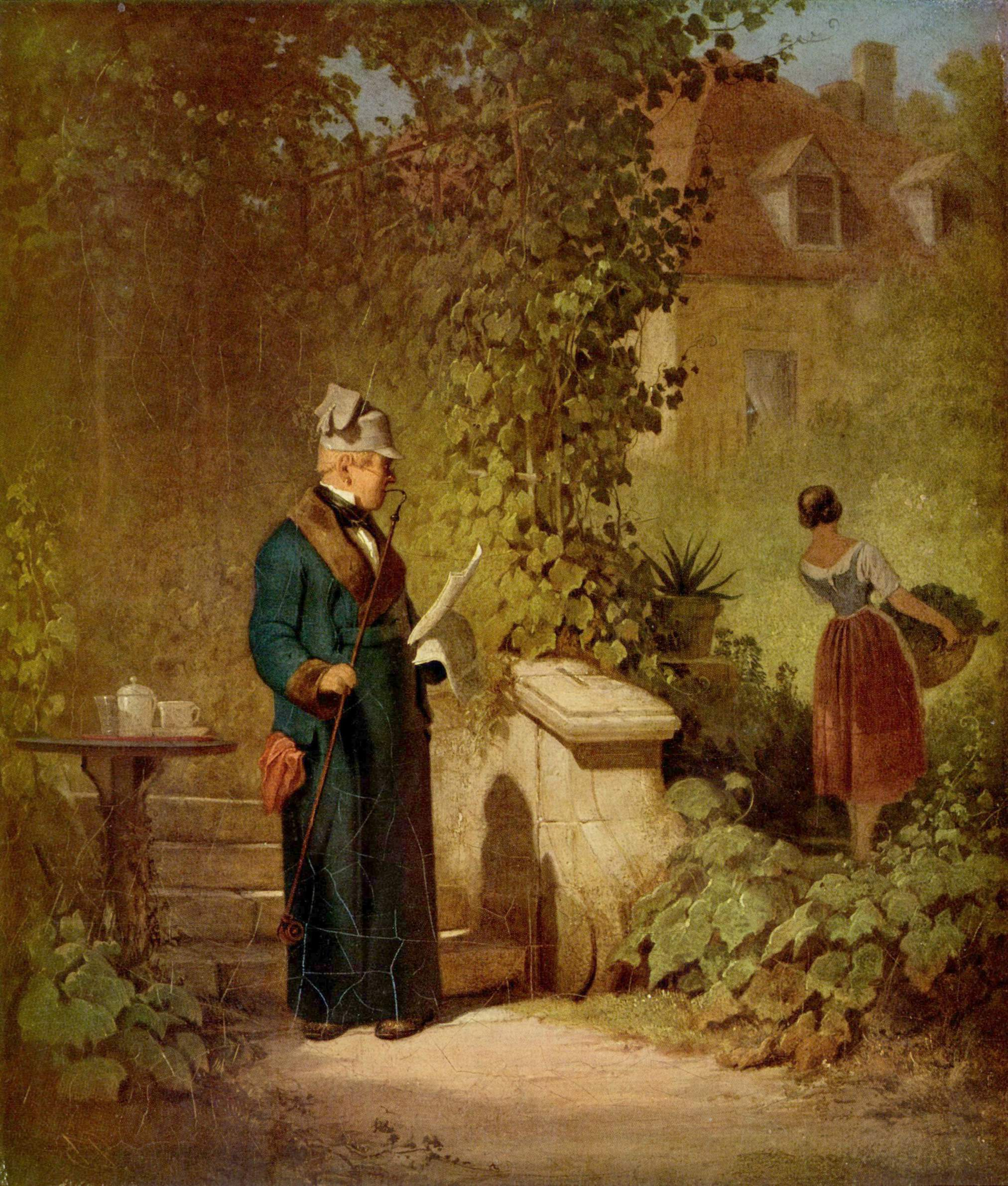
Carl Spitzweg: Zeitungsleser im Garten, 1847

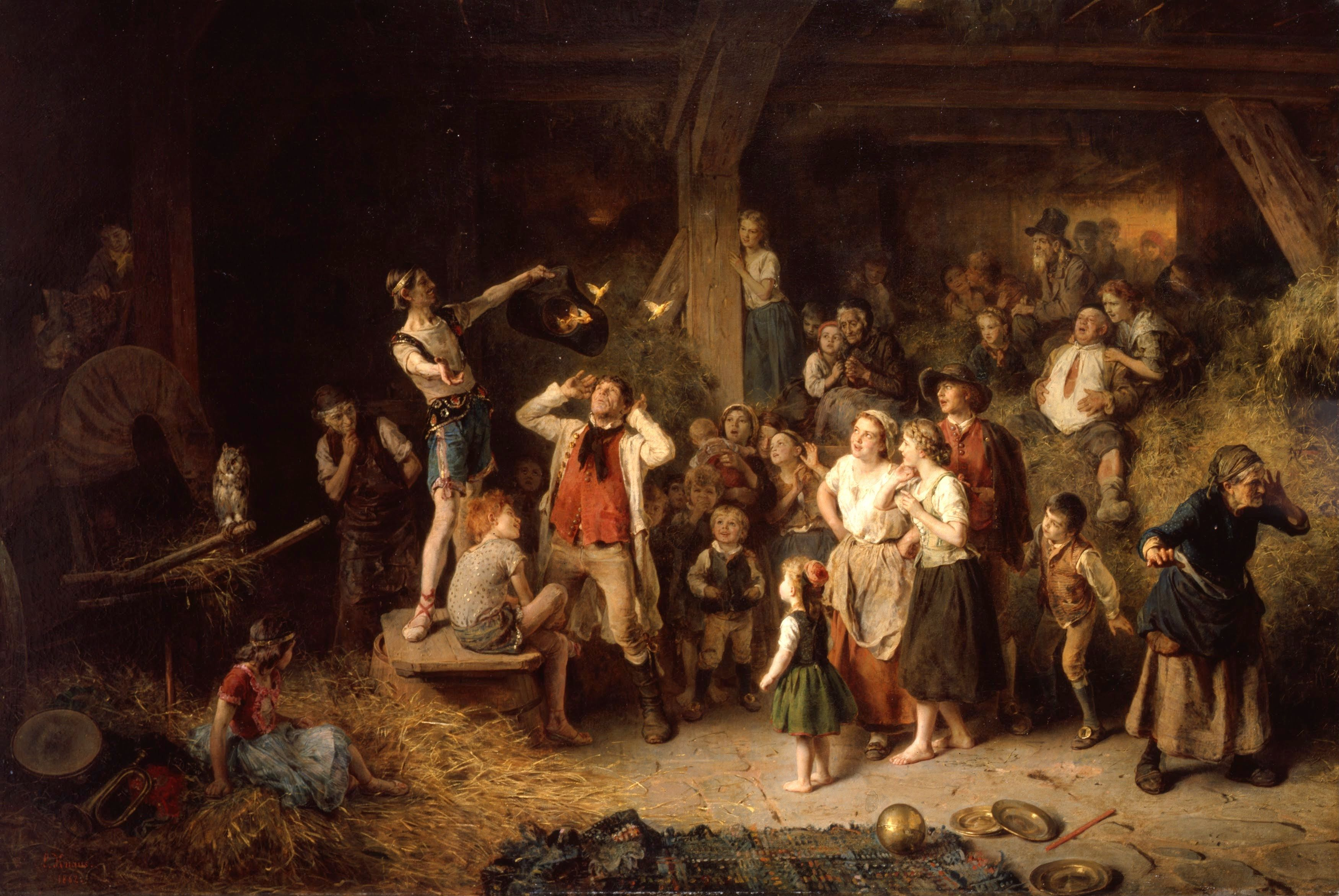
Ludwig Knaus: Der Taschenspieler in der Scheune, 1862

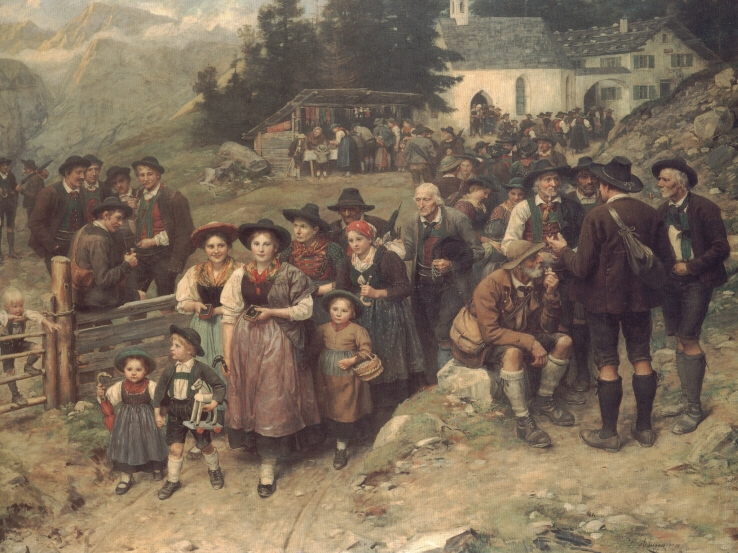
Franz Defregger: Wallfahrer, 1901

Ein Genrebild (franz.: Tableau de genre; zu lat.: genus ‚Art‘, ‚Geschlecht‘; veraltet: Sittenbild; entsprechend Sittenmalerei zum Begriff Genremalerei) ist die gemalte Abbildung einer Alltagsszene – zum Beispiel Menschengruppen, Szenen und Handlungen – als Schilderung von Lebensformen eines Volkes und seiner landschaftlichen, Arbeits- oder Wohnumgebung.
Eine klare Abgrenzung zum Porträt bzw. Gruppenporträt ist nicht immer möglich. Während dieses meist identifizierbare Menschen zeigt, sind die Figuren der Genremalerei anonym und werden durch ihre Umgebung charakterisiert; das Interieur steht dabei oft im Vordergrund.
Bisweilen ist auch der Übergang zur Landschaftsmalerei fließend, insbesondere in der Epoche der Romantik. In Spanien und Lateinamerika wird die Genremalerei des 19. Jahrhunderts auch als Costumbrismo bezeichnet.

## Geschichte
Genreszenen wurden bereits in der Antike gemalt. Sie finden sich z. B. auf griechischen Vasen oder Fresken in Pompeji. Im Mittelalter wurden sie durch Darstellungen moralisch-allegorischen Inhalts verdrängt.
Vorläufer der neueren Genremalerei waren insbesondere die genrehaften Szenen der Monatsbilder, vor allem in den flämischen Stundenbüchern des 15. Jahrhunderts. Aber auch alte Meister wie beispielsweise Pieter und Jan Bruegel d. Ä. sowie Lucas von Leyden schufen schon im 16. Jahrhundert Gemälde mit den typischen Bauern- und Familienszenen. Der Schwerpunkt lag dabei auf der Darstellung von drastischen Negativbeispielen menschlicher Verhaltensweisen wie Trunksucht, Streit oder Kuppelei. 
Ihren Höhepunkt erlebte die Genremalerei nach einem entscheidenden Wandel hin zur Reflexion der Wertvorstellungen gehobenerer Bevölkerungsschichten in der niederländischen und flämischen Malerei des 17. und 18. Jahrhunderts. Der protestantische Geist lehnte religiöse und mythologische Stoffe weitgehend ab; stattdessen traten die Tätigkeiten des täglichen Lebens in den Vordergrund. Moralische Appelle offenbaren sich dem Betrachter seither nur noch über einen versteckten Sinn. Zu dieser Zeit entstanden auch die Genrebilder von Jan Vermeer.

## Inhaltliche Deutung
Frühere Untersuchungsansätze interpretierten die Darstellungen des sogenannten Gouden Eeuw oft als Momentaufnahmen des Alltags, denen sie den Wert eines kulturhistorischen Zeugnisses beimaßen. Seit den 1970er-Jahren gelang es jedoch zunehmend, auch den ikonografischen Kontext zu entschlüsseln. Dabei wurde deutlich, dass die Genrebilder zwar beispielhaft eine alltägliche Szene wiedergeben, hinter der sich jedoch fast immer eine tiefere Aussage verbirgt. Demnach sind sie im Sinne der populären Bildsprache des Barock in der Regel als Allegorien, teils mit komplexen mehrdeutigen Aussagen, aufzufassen.
Viele vermeintliche Alltagsszenen haben ihre Grundlage eher in populären komischen Theaterstücken oder Sprichwörtern und sind damit häufig – wenn nicht sogar immer – erzählenden Charakters. Ein italienischer Genremaler, der Neapolitaner Gaspare Traversi, schuf seine Bilder beispielsweise parallel zur Entwicklung und Blütezeit der Opera buffa napolitana um die Mitte des 18. Jahrhunderts, bei der das Alltagsleben des niederen sozialen Milieus durch entlarvende Situationen der Lächerlichkeit preisgegeben wurde. Dadurch wurde eine moralische Botschaft an das Publikum entsandt. Die meisten Genrebilder haben ebenfalls eine didaktische Relevanz, weil sie einen stark moralischen Gehalt aufweisen. Die Darstellung negativer Verhaltensweisen sollte dabei abschrecken und zu besserem Verhalten animieren und positive Beispiele sollten dem Betrachter einen Anreiz zum Nachahmen geben. Natürlich kann den Bildern auch der visuell unterhaltende Wert nicht abgesprochen werden. Aufgrund der den Bildern inhärenten lehrhaft-moralisierenden Deutungsansätze waren ihre Besitzer in der Lage, damit ihren kulturellen Hintergrund zu betonen. Die Auftraggeber für diese Art von Kunst kamen daher ausschließlich aus dem bürgerlich-weltlichen Milieu.

## Sozialer Realismus

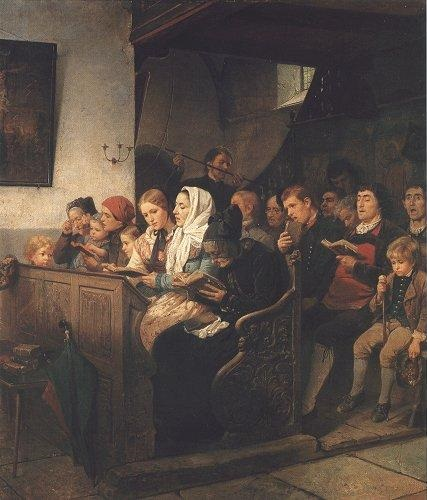
Benjamin Vautier: Dorfkirche mit Andächtigen, 1858

In der ersten Hälfte des 19. Jahrhunderts (Biedermeier) lebt das Genrebild als „soziales Tendenzbild“ erneut auf, insbesondere durch die Düsseldorfer Malerschule, gerade auch im Zusammenhang mit einer stärkeren Hinwendung zum Realismus, so etwa bei Johann Peter Hasenclever. Nach 1848 vertraten in Deutschland Künstler wie Ludwig Knaus, Benjamin Vautier oder Franz von Defregger eine Genremalerei, die der damaligen literarischen Strömung des Bürgerlichen Realismus verwandt war. Die Genremalerei jener Jahrzehnte ist als Wegbereiter der modernen Kunstrichtungen wie des Impressionismus anzusehen. Eine rasch wachsende Zahl von kunstinteressierten Käuferschichten, vor allem aus bürgerlichen Haushalten, erfüllte sich den Wunsch nach dem eigenen Kunstwerk an der Wand. Besonders das im Zuge der zunehmenden Reisetätigkeit in Mode gekommene bäuerliche Landleben fand, dargestellt auf mittelgroßen Formaten, auch in den USA reißenden Absatz. In Kunstmetropolen wie Berlin, Düsseldorf und München versammelten sich Kunstmaler in großer Zahl aus ganz Europa, um mit der Genremalerei ihren Lebensunterhalt zu verdienen. Zu den bekanntesten Genremalern, deren Werke auch in Monatszeitschriften Verbreitung fanden, gehörten Vertreter der Münchner Schule wie Franz Defregger, Rudolf Epp, Nikolaus Gysis, Hermann von Kaulbach.

## Literatur

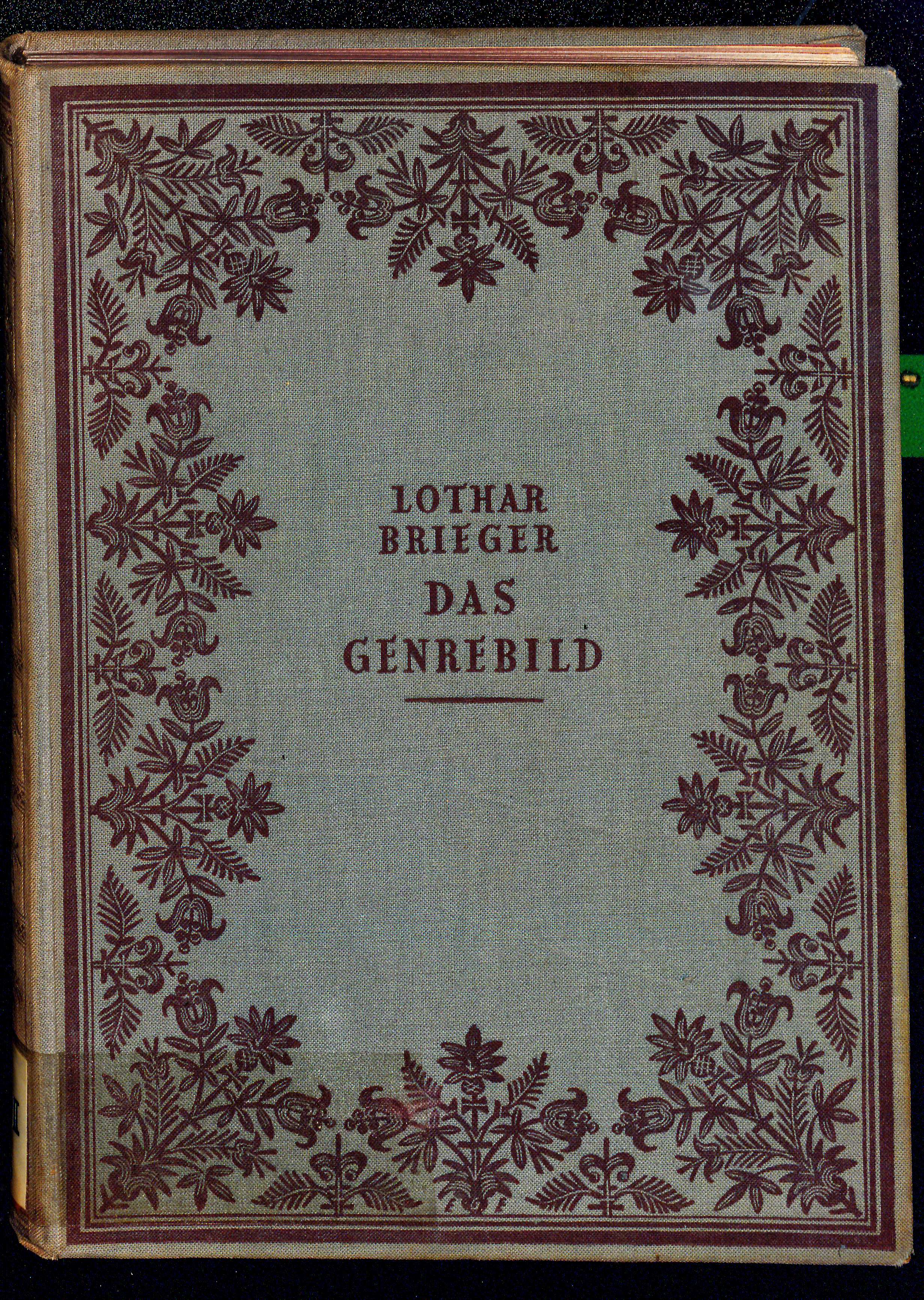
Lothar Brieger (1922)